# 宮城県の資格者配置路線
宮城県の資格者配置路線（みやぎけんのしかくしゃはいちろせん）とは、交通誘導警備業務に関し、道路又は交通の状況により、宮城県公安委員会が道路における危険を防止するため必要と認める路線である。当該路線で交通誘導警備業務を実施するにあたっては、交通誘導警備業務を実施する場所ごとに、交通誘導警備業務1級検定又は2級検定の合格証明書の交付を受けた警備員を1名以上配置しなければならない。

## 告示・施行
- 2006年12月8日：告示　　宮城県公安委員会告示第193号
- 2007年6月8日：施行
- 2017年1月1日：改正

## 路線一覧
|    | 路線名                 | 区間               |
| -- | ---------------------- | ------------------ |
| 1  | 国道4号                | 宮城県の全域       |
| 2  | 国道6号                | 宮城県の全域       |
| 3  | 国道45号               | 宮城県の全域       |
| 4  | 国道47号               | 宮城県の全域       |
| 5  | 国道48号               | 宮城県の全域       |
| 6  | 国道108号              | 宮城県の全域       |
| 7  | 国道113号              | 宮城県の全域       |
| 8  | 国道286号              | 宮城県の全域       |
| 9  | 国道346号              | 宮城県の全域       |
| 10 | 国道398号              | 宮城県の全域       |
| 11 | 国道457号              | 宮城県の全域       |
| 12 | 主要地方道塩釜吉岡線   | 宮城県の全域       |
| 13 | 主要地方道仙台松島線   | 宮城県の全域       |
| 14 | 主要地方道塩釜亘理線   | 宮城県の全域       |
| 15 | 主要地方道仙台泉線     | 宮城県仙台市の全域 |
| 16 | 主要地方道仙台塩釜線   | 宮城県の全域       |
| 17 | 主要地方道泉塩釜線     | 宮城県の全域       |
| 18 | 主要地方道仙台北環状線 | 宮城県仙台市の全域 |
| 19 | 宮城県道仙台名取線     | 宮城県の全域       |